# Santiago E-Prix 2019
Der Santiago E-Prix 2019 (offiziell: 2019 Antofagasta Minerals Santiago E-Prix) fand am 26. Januar auf der Formel-E-Rennstrecke Santiago (Parque O’Higgins) in Santiago statt und war das dritte Rennen der FIA-Formel-E-Meisterschaft 2018/19. Es handelte sich um den zweiten Santiago E-Prix. Das Rennen wurde erstmals auf dieser Rennstrecke ausgetragen, im Vorjahr fand es auf einer Strecke am Parque Forestal statt.

## Bericht

### Hintergrund
Nach dem Marrakesch E-Prix führte Jérôme D’Ambrosio in der Fahrerwertung mit zwölf Punkten vor den punktgleichen António Félix da Costa und Jean-Éric Vergne. In der Teamwertung hatte DS Techeetah sieben Punkte Vorsprung auf die ebenfalls punktgleichen Teams Mahindra Racing und BMW i Andretti Motorsport.
Mit Vergne trat ein ehemaliger Sieger zu diesem Rennen an.
Daniel Abt, Sébastien Buemi, D’Ambrosio, Félix da Costa und Stoffel Vandoorne erhielten im Rennen einen sogenannten Fanboost, sie durften die Leistung ihres Fahrzeugs nach der 23. Minute des Rennens einmal auf 240 kW bis 250 kW erhöhen und so bis zu 100 Kilojoule Energie zusätzlich verwenden. Buemi erhielt seinen 29. Fanboost in der FIA-Formel-E-Meisterschaft, Abt seinen 20. Felix da Costa und Vandoorne erhielten jeweils zum dritten Mal die Zusatzenergie, jedes Mal in dieser Saison. D’Ambrosio erzielte den zweiten Fanboost seiner Karriere, zuvor hatte er diesen beim Long Beach ePrix 2016 erhalten.

### Training
Im ersten freien Training fuhr Lucas di Grassi in 1:08,630 Minuten die schnellste Runde vor Pascal Wehrlein und Sam Bird. Das Training wurde nach einem Unfall von Sébastien Buemi unterbrochen. Da die Bergung des Fahrzeugs sehr zeitaufwändig war, wurde das Training um zehn Minuten verlängert.
Im zweiten freien Training war José María López mit einer Rundenzeit von 1:08,194 Minuten Schnellster vor Robin Frijns und di Grassi.

### Qualifying
Das Qualifying begann um 12:00 Uhr und fand in vier Gruppen zu je fünf oder sechs Fahrern statt, jede Gruppe hatte sechs Minuten Zeit, in der die Piloten maximal eine gezeitete Runde mit einer Leistung 200 kW und anschließend maximal eine gezeitete Runde mit einer Leistung von 250 kW fahren durften. Wehrlein war mit einer Rundenzeit von 1:08,463 Minuten Schnellster.
Die sechs schnellsten Fahrer fuhren anschließend im Superpole genannten Einzelzeitfahren die ersten sechs Positionen aus. Di Grassi sicherte sich mit einer Rundenzeit von 1:08,290 Minuten die Pole-Position und damit drei Punkte. Die weiteren Positionen belegten Buemi, Wehrlein, Abt, Vandoorne und Bird.
Di Grassi wurde nachträglich disqualifiziert. Im Qualifying hatte er während seiner Runde, in der er zurück in die Boxengasse fuhr, ohne Grund die Bremsen mehr benutzt als zuvor in seiner fliegenden Runde. Diese Regel war eingeführt worden, nachdem es beim Fahrzeug von Tom Dillmann in Marrakesch zu Bremsversagen und in der Folge zu einem Auffahrunfall in der Einfahrt zur Boxengasse gekommen war. Die Punkte für die Pole-Position gingen somit an Buemi. Die Rundenzeit von Vandoorne wurde gestrichen, da er bei der Superpole die Boxengasse kurz nach dem Umspringen der Boxenampel auf Rot verlassen hatte.

### Rennen
Das Rennen ging über eine Zeit von 45 Minuten zuzüglich einer Runde. Jeder Fahrer musste den Attack-Mode zweimal aktivieren, nach der Aktivierung leistete das Fahrzeug für eine Zeit von vier Minuten maximal 225 kW statt 200 kW.
Bird gewann das Rennen vor Wehrlein und Abt. Die restliche Punkteplatzierungen belegten Edoardo Mortara, Frijns, Mitch Evans, Sims, Oliver Turvey, López und D’Ambrosio. Der Punkt für die schnellste Rennrunde unter den ersten Zehn ging an Abt.
Bird übernahm die Führung in der Gesamtwertung vor D’Ambrosio. Félix da Costa war Dritter, jedoch punktgleich mit Frijns und Vergne. In der Teamwertung übernahm Envision Virgin Racing die Führung vor Mahindra Racing und DS Techeetah.

## Meldeliste
Alle Teams und Fahrer verwendeten Reifen von Michelin.
| Team                                     | Fahrzeug           | Nr. | Fahrer                 |
| ---------------------------------------- | ------------------ | --- | ---------------------- |
| Audi Sport ABT Schaeffler Formula E Team | Audi e-tron FE05   | 11  | Lucas di Grassi        |
| Audi Sport ABT Schaeffler Formula E Team | Audi e-tron FE05   | 66  | Daniel Abt             |
| DS Techeetah                             | DS E-Tense FE 19   | 25  | Jean-Éric Vergne       |
| DS Techeetah                             | DS E-Tense FE 19   | 36  | André Lotterer         |
| Envision Virgin Racing                   | Audi e-tron FE05   | 02  | Sam Bird               |
| Envision Virgin Racing                   | Audi e-tron FE05   | 04  | Robin Frijns           |
| Mahindra Racing                          | Mahindra M5Electro | 64  | Jérôme D’Ambrosio      |
| Mahindra Racing                          | Mahindra M5Electro | 94  | Pascal Wehrlein        |
| Nissan e.dams                            | Nissan IM01        | 22  | Oliver Rowland         |
| Nissan e.dams                            | Nissan IM01        | 23  | Sébastien Buemi        |
| Panasonic Jaguar Racing                  | Jaguar I-Type III  | 03  | Nelson Piquet jr.      |
| Panasonic Jaguar Racing                  | Jaguar I-Type III  | 20  | Mitch Evans            |
| Venturi Formula E Team                   | Venturi VFE05      | 19  | Felipe Massa           |
| Venturi Formula E Team                   | Venturi VFE05      | 48  | Edoardo Mortara        |
| NIO Formula E Team                       | NIO Sport 004      | 08  | Tom Dillmann           |
| NIO Formula E Team                       | NIO Sport 004      | 16  | Oliver Turvey          |
| Geox Dragon                              | PENSKE EV-3        | 06  | Maximilian Günther     |
| Geox Dragon                              | PENSKE EV-3        | 07  | José María López       |
| BMW i Andretti Motorsport                | BMW iFE.18         | 27  | Alexander Sims         |
| BMW i Andretti Motorsport                | BMW iFE.18         | 28  | António Félix da Costa |
| HWA Racelab                              | Venturi VFE05      | 05  | Stoffel Vandoorne      |
| HWA Racelab                              | Venturi VFE05      | 17  | Gary Paffett           |

## Klassifikationen

### Qualifying
| Pos.                                                                   | Fahrer                 | Team                                     | Zeit       | Superpole  | Start |
| ---------------------------------------------------------------------- | ---------------------- | ---------------------------------------- | ---------- | ---------- | ----- |
| 01                                                                     | Sébastien Buemi        | Nissan e.dams                            | 1:08,664   | 1:08,816   | 01    |
| 02                                                                     | Pascal Wehrlein        | Mahindra Racing                          | 1:08,463   | 1:08,925   | 02    |
| 03                                                                     | Daniel Abt             | Audi Sport ABT Schaeffler Formula E Team | 1:09,030   | 1:08,958   | 03    |
| 04                                                                     | Sam Bird               | Envision Virgin Racing                   | 1:08,868   | 1:09,253   | 04    |
| 05                                                                     | Stoffel Vandoorne      | HWA Racelab                              | 1:08,962   | keine Zeit | 05    |
| 06                                                                     | Edoardo Mortara        | Venturi Formula E Team                   | 1:09,042   | –          | 06    |
| 07                                                                     | Maximilian Günther     | Geox Dragon                              | 1:09,143   | –          | 07    |
| 08                                                                     | Alexander Sims         | BMW i Andretti Motorsport                | 1:09,147   | –          | 08    |
| 09                                                                     | Felipe Massa           | Venturi Formula E Team                   | 1:09,168   | –          | 09    |
| 10                                                                     | José María López       | Geox Dragon                              | 1:09,201   | –          | 10    |
| 11                                                                     | Mitch Evans            | Panasonic Jaguar Racing                  | 1:09,235   | –          | 11    |
| 12                                                                     | Jean-Éric Vergne       | DS Techeetah                             | 1:09,307   | –          | 12    |
| 13                                                                     | Oliver Rowland         | Nissan e.dams                            | 1:09,365   | –          | 13    |
| 14                                                                     | André Lotterer         | DS Techeetah                             | 1:09,485   | –          | 14    |
| 15                                                                     | Robin Frijns           | Envision Virgin Racing                   | 1:09,505   | –          | 15    |
| 16                                                                     | Gary Paffett           | HWA Racelab                              | 1:09,505   | –          | 16    |
| 17                                                                     | António Félix da Costa | BMW i Andretti Motorsport                | 1:09,551   | –          | 17    |
| 18                                                                     | Oliver Turvey          | NIO Formula E Team                       | 1:09,645   | –          | 18    |
| 19                                                                     | Nelson Piquet jr.      | Panasonic Jaguar Racing                  | 1:09,705   | –          | 19    |
| 20                                                                     | Jérôme D’Ambrosio      | Mahindra Racing                          | 1:10,083   | –          | 20    |
| 21                                                                     | Tom Dillmann           | NIO Formula E Team                       | 1:10,258   | –          | 21    |
| 110-Prozent-Zeit: 1:15,309 min (bezogen auf Bestzeit von 1:08,463 min) |                        |                                          |            |            |       |
| –                                                                      | Lucas di Grassi        | Audi Sport ABT Schaeffler Formula E Team | keine Zeit | keine Zeit | 22    |

Anmerkungen
1. ↑  Vandoornes Rundenzeit in der Superpole wurde gestrichen, da er die Boxengasse bei roter Boxenampel verließ.
2. ↑  Di Grassi wurde disqualifiziert, da er auf seiner Runde in die Boxengasse die Bremsen ohne Grund mehr beanspruchte als in seiner gezeiteten Runde.

### Rennen
| Pos. | Fahrer                 | Team                                     | Runden | Zeit       | Start | Schnellste Runde |
| ---- | ---------------------- | ---------------------------------------- | ------ | ---------- | ----- | ---------------- |
| 01   | Sam Bird               | Envision Virgin Racing                   | 36     | 47:02,511  | 04    | 1:12,004 (27.)   |
| 02   | Pascal Wehrlein        | Mahindra Racing                          | 36     | + 6,489    | 02    | 1:11,585 (31.)   |
| 03   | Daniel Abt             | Audi Sport ABT Schaeffler Formula E Team | 36     | + 14,529   | 03    | 1:11,263 (25.)   |
| 04   | Edoardo Mortara        | Venturi Formula E Team                   | 36     | + 17,056   | 06    | 1:12,152 (30.)   |
| 05   | Robin Frijns           | Envision Virgin Racing                   | 36     | + 20,276   | 15    | 1:11,943 (30.)   |
| 06   | Mitch Evans            | Panasonic Jaguar Racing                  | 36     | + 23,755   | 11    | 1:12,238 (23.)   |
| 07   | Alexander Sims         | BMW i Andretti Motorsport                | 36     | + 27,590   | 08    | 1:12,214 (13.)   |
| 08   | Oliver Turvey          | NIO Formula E Team                       | 36     | + 45,059   | 18    | 1:13,034 (14.)   |
| 09   | José María López       | Geox Dragon                              | 36     | + 45,376   | 10    | 1:11,619 (25.)   |
| 10   | Jérôme D’Ambrosio      | Mahindra Racing                          | 36     | + 46,984   | 20    | 1:12,018 (24.)   |
| 11   | Nelson Piquet jr.      | Panasonic Jaguar Racing                  | 36     | + 48,635   | 19    | 1:12,908 (11.)   |
| 12   | Lucas di Grassi        | Audi Sport ABT Schaeffler Formula E Team | 36     | + 1:03,552 | 22    | 1:11,519 (28.)   |
| 13   | André Lotterer         | DS Techeetah                             | 36     | + 1:19,706 | 14    | 1:11,936 (24.)   |
| 14   | Gary Paffett           | HWA Racelab                              | 35     | + 1 Runde  | 16    | 1:13,350 (07.)   |
| –    | Oliver Rowland         | Nissan e.dams                            | 31     | DNF        | 13    | 1:12,284 (25.)   |
| –    | António Félix da Costa | BMW i Andretti Motorsport                | 23     | DNF        | 17    | 1:12,089 (12.)   |
| –    | Jean-Éric Vergne       | DS Techeetah                             | 24     | DNF        | 12    | 1:12,411 (13.)   |
| –    | Sébastien Buemi        | Nissan e.dams                            | 21     | DNF        | 01    | 1:12,255 (07.)   |
| –    | Stoffel Vandoorne      | HWA Racelab                              | 17     | DNF        | 05    | 1:13,095 (07.)   |
| –    | Maximilian Günther     | Geox Dragon                              | 12     | DNF        | 07    | 1:12,552 (09.)   |
| –    | Felipe Massa           | Venturi Formula E Team                   | 12     | DNF        | 09    | 1:13,093 (06.)   |
| –    | Tom Dillmann           | NIO Formula E Team                       | 10     | DNF        | 21    | 1:13,172 (03.)   |

Anmerkungen
1. ↑  Sims erhielt nachträglich eine Durchfahrtstrafe, die in eine Zeitstrafe von 19 Sekunden umgewandelt wurde, weil er eine Kollision verursacht hatte.
2. ↑  López erhielt nachträglich eine Durchfahrtstrafe, die in eine Zeitstrafe von 19 Sekunden umgewandelt wurde, weil er mehr als die maximal erlaubten 200 kW Energie verbraucht hatte.
3. ↑  D’Ambrosio erhielt nachträglich eine Fünf-Sekunden-Strafe, weil er bei der Full-Course-Yellow nicht rechtzeitig verlangsamt hatte.
4. ↑  Di Grassi erhielt nachträglich eine 10-Sekunden-Stop-and-Go-Strafe, die in eine Zeitstrafe von 34 Sekunden umgewandelt wurde, weil er eine Kollision verursacht hatte.
5. ↑  Lotterer erhielt nachträglich eine Fünf-Sekunden-Strafe, weil er bei gelben Flaggen überholt hatte.
6. ↑  Vergne erhielt nachträglich eine Fünf-Sekunden-Strafe, weil er bei der Full-Course-Yellow nicht rechtzeitig verlangsamt hatte.

## Meisterschaftsstände nach dem Rennen
Die ersten Zehn des Rennens bekamen 25, 18, 15, 12, 10, 8, 6, 4, 2 bzw. 1 Punkt(e). Zusätzlich gab es drei Punkte für die Pole-Position und einen Punkt für den Fahrer unter den ersten Zehn, der die schnellste Rennrunde erzielte.

### Fahrerwertung
| Pos. | Fahrer                 | Team                                     | Punkte |
| ---- | ---------------------- | ---------------------------------------- | ------ |
| 01   | Sam Bird               | Envision Virgin Racing                   | 43     |
| 02   | Jérôme D’Ambrosio      | Mahindra Racing                          | 41     |
| 03   | António Félix da Costa | BMW i Andretti Motorsport                | 28     |
| 04   | Robin Frijns           | Envision Virgin Racing                   | 28     |
| 05   | Jean-Éric Vergne       | DS Techeetah                             | 28     |
| 06   | Mitch Evans            | Panasonic Jaguar Racing                  | 22     |
| 07   | Daniel Abt             | Audi Sport ABT Schaeffler Formula E Team | 21     |
| 08   | André Lotterer         | DS Techeetah                             | 19     |
| 09   | Pascal Wehrlein        | Mahindra Racing                          | 18     |
| 10   | Alexander Sims         | BMW i Andretti Motorsport                | 18     |
| 11   | Sébastien Buemi        | Nissan e.dams                            | 15     |
| 12   | Edoardo Mortara        | Venturi Formula E Team                   | 12     |

| Pos. | Fahrer             | Team                                     | Punkte |
| ---- | ------------------ | ---------------------------------------- | ------ |
| 13   | Lucas di Grassi    | Audi Sport ABT Schaeffler Formula E Team | 9      |
| 14   | Oliver Rowland     | Nissan e.dams                            | 6      |
| 15   | Oliver Turvey      | NIO Formula E Team                       | 4      |
| 16   | José María López   | Geox Dragon                              | 2      |
| 17   | Nelson Piquet jr.  | Panasonic Jaguar Racing                  | 1      |
| 18   | Maximilian Günther | Geox Dragon                              | 0      |
| 19   | Gary Paffett       | HWA Racelab                              | 0      |
| 20   | Tom Dillmann       | NIO Formula E Team                       | 0      |
| 21   | Stoffel Vandoorne  | HWA Racelab                              | 0      |
| 22   | Felipe Massa       | Venturi Formula E Team                   | 0      |
| –    | Felix Rosenqvist   | Mahindra Racing                          | 0      |

### Teamwertung
| Pos. | Team                                     | Punkte |
| ---- | ---------------------------------------- | ------ |
| 01   | Envision Virgin Racing                   | 71     |
| 02   | Mahindra Racing                          | 59     |
| 03   | DS Techeetah                             | 47     |
| 04   | BMW i Andretti Motorsport                | 46     |
| 05   | Audi Sport ABT Schaeffler Formula E Team | 30     |
| 06   | Panasonic Jaguar Racing                  | 23     |

| Pos. | Team                   | Punkte |
| ---- | ---------------------- | ------ |
| 07   | Nissan e.dams          | 21     |
| 08   | Venturi Formula E Team | 12     |
| 09   | NIO Formula E Team     | 4      |
| 10   | Geox Dragon            | 2      |
| 11   | HWA Racelab            | 0      |